# Чеховице-Джеджице
Чеховѝце-Джеджѝце (на полски: Czechowice-Dziedzice) е град в Южна Полша, Силезко войводство, Белски окръг. Административен център е на градско-селската Чеховице-Джеджишка община. Заема площ от 32,91 км2.

## Население
Според данни от полската Централна статистическа служба, към 1 януари 2014 г. населението на града възлиза на 35 684 души. Гъстотата е 1 084 души/км2.

## Побратимени градове
Към 3 февруари 2015 г. Чеховице-Джеджице има сключени договори за партньорство с пет града.
- Хиденхаузен, Германия
- Слоним, Беларус
- Орлова, Чехия
- Жилина, Словакия
- Ломжа, Полша